# Гилсвил (Џорџија)
Гилсвил (Џорџија) (енгл. Gillsville) град је у америчкој савезној држави Џорџија. По попису становништва из 2010. у њему је живело 235 становника.

## Демографија
Према попису становништва из 2010. у граду је живело 235 становника, што је 40 (20,5%) становника више него 2000. године.
| Група             | 2000.       | 2010.       |
| Белци             | 191 (97,9%) | 227 (96,6%) |
| Афроамериканци    | 0 (0,0%)    | 1 (0,4%)    |
| Азијати           | 0 (0,0%)    | 0 (0,0%)    |
| Хиспаноамериканци | 3 (1,5%)    | 4 (1,7%)    |
| Укупно            | 195         | 235         |